# Náquera
Náquera (valencianisch: Nàquera) ist eine Gemeinde (municipio) mit 8.308 Einwohnern (Stand: 2024) in der Valencianischen Gemeinschaft in Spanien und gehört zur Comarca Camp del Túria.

## Lage
Náquera liegt etwa 22 Kilometer nordnordwestlich von Valencia am Fuße der Sierra Calderona in einer Höhe von ca. 240 m:

## Demografie
| 1900 | 1930 | 1950 | 1970 | 1981 | 1991 | 2001 | 2011 | 2021 |
| ---- | ---- | ---- | ---- | ---- | ---- | ---- | ---- | ---- |
| 1097 | 1106 | 1024 | 1267 | 1462 | 1450 | 2945 | 5900 | 7301 |

## Wirtschaft
Als Sommerurlaubsort erlebt Náquera seine Blüte, wenn dann etwa 25.000 Menschen in die Gemeinde strömen. Im Übrigen werden Orangen, Mandeln, Oliven und Wein angebaut. Einige holz- und metallverarbeitende Betriebe sind angesiedelt.

## Kultur und Sehenswürdigkeiten
- Kirche Mariä Inkarnation aus dem Jahre 1757
- Franziskuskapelle
- Befestigung von Cabeç Bord
- Die Höhlen von El Estudiants mit Museum, Geldfälscherwerkstatt aus dem 17. Jahrhundert

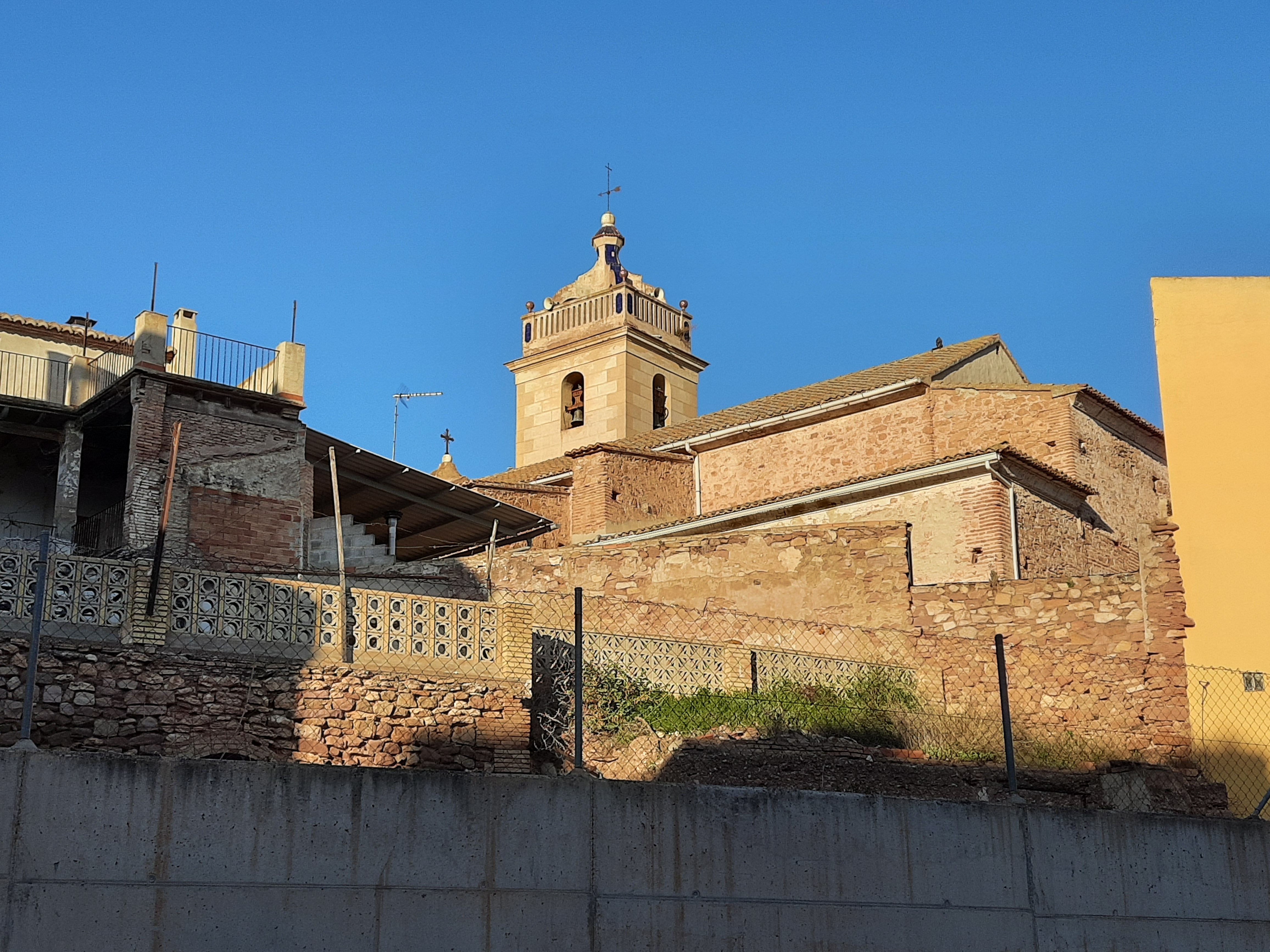
Kirche Mariä Inkarnation
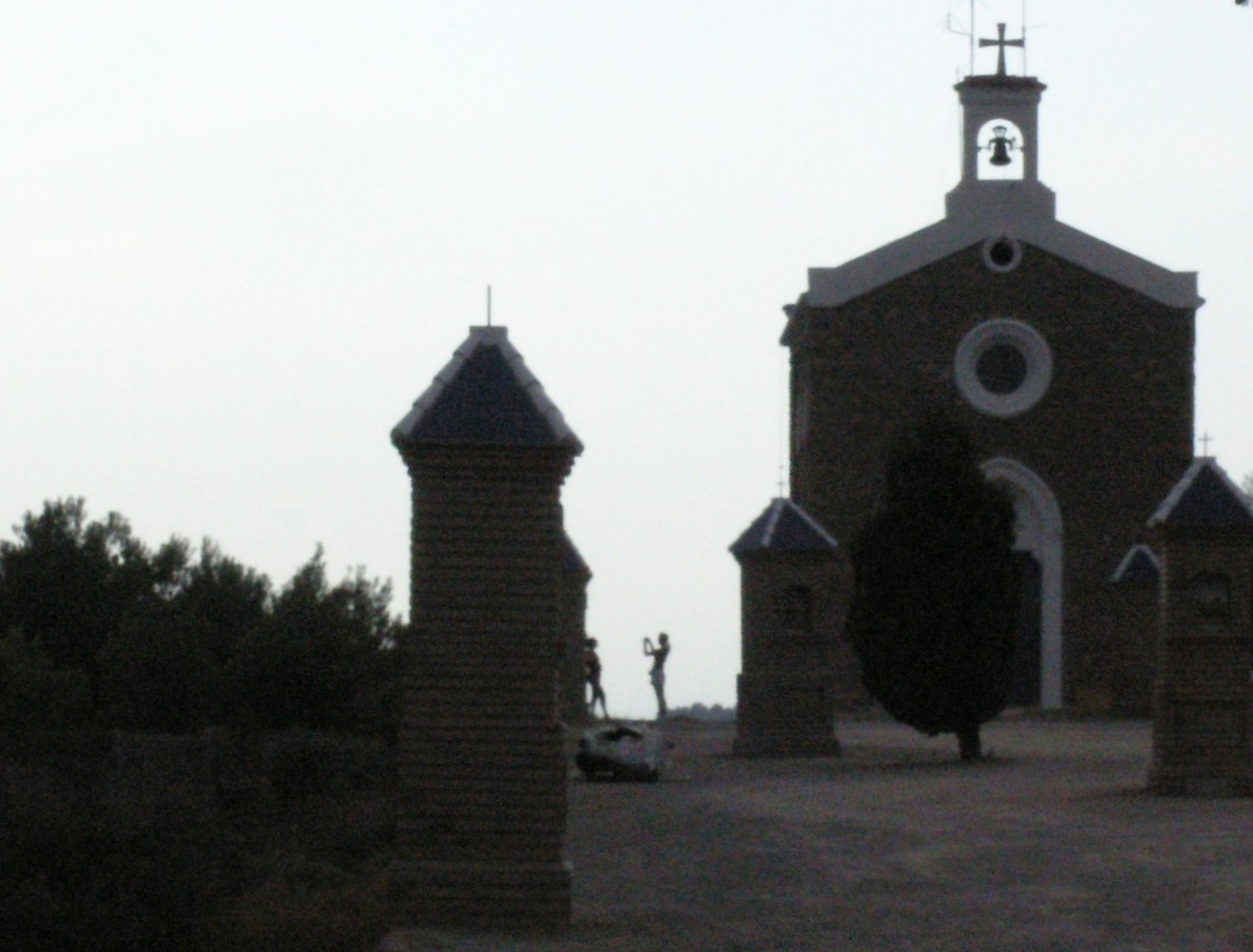
Franziskuskapelle
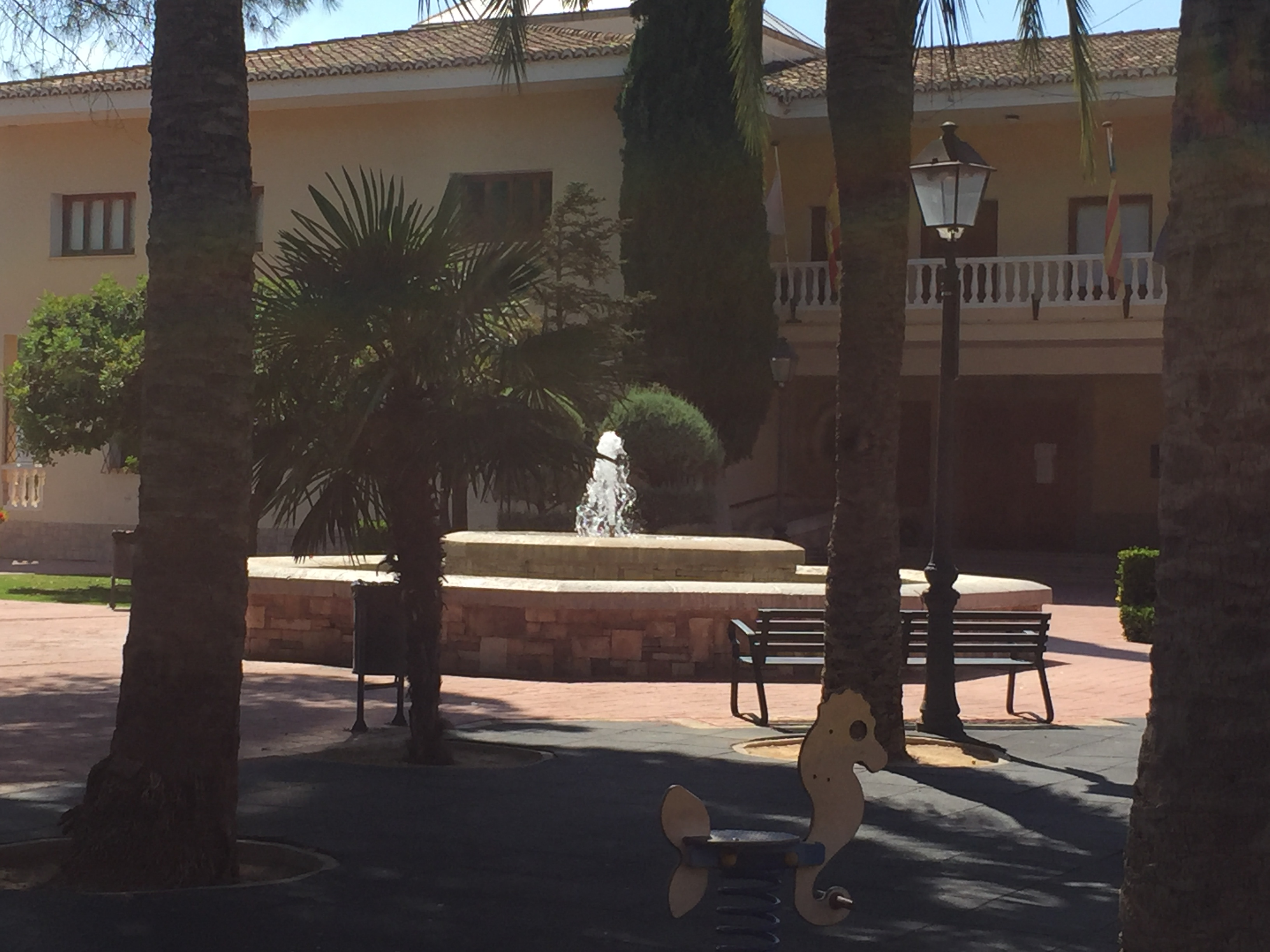
Rathaus mit Brunnen

## Söhne und Töchter der Gemeinde
- Francisco Cabo Arnal (1768–1832), Komponist und Kapellmeister

## Gemeindepartnerschaft
Mit der französischen Gemeinde Saint-Germain-Laprade im Département Haute-Loire besteht eine Partnerschaft.